# Austrolebias prognathus
Austrolebias prognathus es un pez de agua dulce la familia de los rivulines en el orden de los ciprinodontiformes.

## Morfología
De cuerpo alargado, los machos pueden alcanzar los 12 cm de longitud máxima.

## Distribución geográfica
Se encuentran en ríos de Sudamérica, endémico de la cuenca hidrológica de la laguna Merín, en Uruguay.

## Hábitat
Viven en pequeños cursos de agua entre 22 y 26°C, de comportamiento bentopelágico y no migrador. Es muy difícil de mantener en acuario.